# Marin Hinkle
Marin Elizabeth Hinkle (Dar es Salaam, 23 maart 1966) is een Amerikaans actrice. Ze is waarschijnlijk het bekendst van haar rol als Judith Melnick in de televisieserie Two and a Half Men en van haar rol als Judy Brooks in Once and Again. 
Hinkle studeerde aan de Brown-universiteit en de Universiteit van New York. Ze begon haar carrière in de soapserie Another World. Kort hierna speelde ze, van 1999 tot 2002, een rol in Once and Again. Ze was meerdere malen te zien in series als Spin City, Law & Order: Special Victims Unit, Without a Trace en ER. Naast haar rol in Law & Order: SVU speelde ze twee andere personages in deze serie. Ze had ook meerdere kleine rollen in speelfilms en toneelstukken. 
Tevens was Hinkle als mevrouw Gilpin te zien in de films Jumanji: Welcome to the Jungle (2017) en Jumanji: The Next Level (2019).
Niet te vergeten haar rol als Rose Weissman in de serie The Marvelous Mrs. Maisel.

## Privé
Hinkle is getrouwd en heeft één kind.

## Filmografie
- Angie (1994)
- Milk & Money (1996)
- Breathing Room (1996)
- I'm Not Rappaport (1996)
- Show & Tell (1998)
- Chocolate for Breakfast (1998)
- Once and Again (1999–2002)
- Sam the Man (2000)
- Killing Cinderella (2000)
- Frequency (2000)
- Final (2001]
- World War III (2001)
- The Next Big Thing (2001)
- I Am Sam (2001)
- The Year That Trembled (2002)
- Dark Blue (2002)
- Two and a Half Men (2003–2015)
- House (2005)
- Who's the Top? (2005)
- Fielder's Choice (2005)
- The Ex (2007)
- Turn the River (2008)
- Quarantine (2008)
- The Haunting of Molly Hartley (2008)
- What Just Happened? (2008)
- Brothers & Sisters (2009)
- Imagine That (2009)
- Weather Girl (2009)
- My Eleventh (2012)
- Butterflies of Bill Baker (2013)
- Geography Club (2013)
- Cowgirls 'n Angels: Dakota's Summer (2014)
- Jumanji: Welcome to the Jungle (2017)
- Jumanji: The Next Level (2019)